# Piłka siatkowa na Letnich Igrzyskach Olimpijskich 2008 – turniej plażowy mężczyzn
W turnieju wzięły udział 24. zespoły. Start w turnieju zapewniona miała jedna para chińska jako gospodarz, pozostałe 23 pary zostały wyłonione na podstawie specjalnego rankingu FIVB.
Turniej został rozegrany w dniach 9-22 sierpnia 2008 roku.

## Eliminacje

### Grupa A
Xu-Wu (CHN) – Herrera-Mesa (ESP): 2-0 (21-13, 21-15)
Kais Kr – Vesik (EST) – Gosch-Horst (AUT): 1-2 (16-21, 21-18, 12-15)
Herrera-Mesa (ESP) – Gosch-Horst (AUT): 2-0 (21-14, 21-12)
Xu-Wu (CHN) – Kais Kr – Vesik (EST): 2-1 (15-21, 21-11, 15-13)
Herrera-Mesa (ESP) – Kais Kr – Vesik (EST): 2-0 (21-18, 23-21)
Xu-Wu (CHN) – Gosch-Horst (AUT): 2-0 (21-16, 21-15)
| Lp. | Zespół          | Kraj      | Pts | Zw. | Prz. | Sety | Punkty  |
| --- | --------------- | --------- | --- | --- | ---- | ---- | ------- |
| 1   | Xu-Wu           | Chiny     | 6   | 3   | 0    | 6:1  | 135:104 |
| 2   | Herrera-Mesa    | Hiszpania | 5   | 2   | 1    | 4:2  | 114:107 |
| 3   | Gosch-Horst     | Austria   | 4   | 1   | 2    | 3:4  | 111:133 |
| 4   | Kais Kr – Vesik | Estonia   | 3   | 0   | 3    | 2:6  | 133:149 |

z grupy do 1/8 finału awansowały dwa pierwsze zespoły

### Grupa B
Rogers-Dalhausser (USA) – Heyer-Heuscher (SUI): 2-0 (21-15, 21-10)
Conde-Baracetti (ARG) – Samoilovs-Plavins (LAT): 2-0 (23-21, 21-19)
Heyer-Heuscher (SUI) – Samoilovs-Plavins (LAT): 1-2 (17-21, 23-21, 13-15)
Rogers-Dalhausser (USA) – Conde-Baracetti (ARG): 2-0 (21-12, 21-13)
Heyer-Heuscher (SUI) – Conde-Baracetti (ARG): 2-0 (21-13, 21-17)
Rogers-Dalhausser (USA) – Samoilovs-Plavins (LAT) (USA): 0-2 (19-21, 18-21)
| Lp. | Zespół            | Kraj              | Pts | Zw. | Prz. | Sety | Punkty  |
| --- | ----------------- | ----------------- | --- | --- | ---- | ---- | ------- |
| 1   | Samoilovs-Plavins | Łotwa             | 5   | 2   | 1    | 4:3  | 139:134 |
| 2   | Rogers-Dalhausser | Stany Zjednoczone | 5   | 2   | 1    | 4:2  | 121:92  |
| 3   | Heyer-Heuscher    | Szwajcaria        | 4   | 1   | 2    | 3:4  | 120:129 |
| 4   | Conde-Baracetti   | Argentyna         | 4   | 1   | 2    | 2:4  | 99:124  |

z grupy do 1/8 finału awansowały dwa pierwsze zespoły

### Grupa C
Ricardo-Emanuel (BRA) – Schacht-Slack (AUS): 2-0 (21-14, 21-17)
Geor-Gia (GEO) – Fernandes-Morais (ANG): 2-0 (21-14, 21-13)
Schacht-Slack (AUS) – Fernandes-Morais (ANG): 2-0 (21-15, 21-9)
Ricardo-Emanuel (BRA) – Geor-Gia (GEO): 2-0 (21-19, 21-17)
Schacht-Slack (AUS) – Geor-Gia (GEO): 2-0 (21-17, 21-19)
Ricardo-Emanuel (BRA) – Fernandes-Morais (ANG): 2-0 (21-8, 21-13)
| Lp. | Zespół           | Kraj      | Pts | Zw. | Prz. | Sety | Punkty  |
| --- | ---------------- | --------- | --- | --- | ---- | ---- | ------- |
| 1   | Ricardo-Emanuel  | Brazylia  | 6   | 3   | 0    | 6:0  | 126:88  |
| 2   | Schacht-Slack    | Australia | 5   | 2   | 1    | 4:2  | 115:102 |
| 3   | Geor-Gia         | Gruzja    | 4   | 1   | 2    | 2:4  | 114:111 |
| 4   | Fernandes-Morais | Angola    | 3   | 0   | 3    | 0:6  | 72:126  |

z grupy do 1/8 finału awansowały trzy pierwsze zespoły

### Grupa D
Marcio Araujo-Fabio Luiz (BRA) – Barsouk-Kołodiński (RUS): 2-0 (24-22, 21-17)
Doppler-Gartmayer (AUT) – Lione-Amore (ITA): 2-0 (21-19, 24-22)
Barsouk-Kołodiński (RUS) – Lione-Amore (ITA): 2-0 (21-17, 21-13)
Marcio Araujo-Fabio Luiz (BRA) – Doppler-Gartmayer (AUT): 1-2 (22-20, 19-21, 11-15)
Barsouk-Kołodiński (RUS) – Doppler-Gartmayer (AUT): 1-2 (16-21, 21-18, 14-16)
Marcio Araujo-Fabio Luiz (BRA) – Lione-Amore (ITA): 2-0 (21-18, 21-18)
| Lp. | Zespół                   | Kraj     | Pts | Zw. | Prz. | Sety | Punkty  |
| --- | ------------------------ | -------- | --- | --- | ---- | ---- | ------- |
| 1   | Doppler-Gartmayer        | Austria  | 6   | 3   | 0    | 6:2  | 156:144 |
| 2   | Marcio Araujo-Fabio Luiz | Brazylia | 5   | 2   | 1    | 5:2  | 139:131 |
| 3   | Barsouk-Kołodiński       | Rosja    | 4   | 1   | 2    | 3:4  | 132:130 |
| 4   | Lione-Amore              | Włochy   | 3   | 0   | 3    | 0:6  | 107:129 |

z grupy do 1/8 finału awansowały trzy pierwsze zespoły

### Grupa E
Nummerdor-Schuil (NED) – Klemperer-Koreng (GER): 2-0 (21-16, 21-16)
Kjemperud-Skarlund (NOR) – Laciga M.-Schnider (SUI): 0-2 (17-21, 13-21)
Klemperer-Koreng (GER) – Laciga M.-Schnider (SUI): 0-2 (15-21, 15-21)
Nummerdor-Schuil (NED) – Kjemperud-Skarlund (NOR): 2-1 (13-21, 21-15, 15-9)
Klemperer-Koreng (GER) – Kjemperud-Skarlund (NOR): 2-1 (19-21, 22-20, 15-7)
Nummerdor-Schuil (NED) – Laciga M.-Schnider (SUI): 2-0 (21-14, 21-15)
| Lp. | Zespół             | Kraj       | Pts | Zw. | Prz. | Sety | Punkty  |
| --- | ------------------ | ---------- | --- | --- | ---- | ---- | ------- |
| 1   | Nummerdor-Schuil   | Holandia   | 6   | 3   | 0    | 6:1  | 133:106 |
| 2   | Laciga M.-Schnider | Szwajcaria | 5   | 2   | 1    | 4:2  | 113:102 |
| 3   | Klemperer-Koreng   | Niemcy     | 4   | 1   | 2    | 2:5  | 118:132 |
| 4   | Kjemperud-Skarlund | Norwegia   | 3   | 0   | 3    | 2:6  | 123:147 |

z grupy do 1/8 finału awansowały dwa pierwsze zespoły

### Grupa F
Brink-Dieckmann Ch. (GER) – Gibb-Rosenthal (USA): 0-2 (15-21, 13-21)
Boersma E.-Ronnes (NED) – Asahi-Shiratori (JPN): 1-2 (15-21, 25-23, 11-15)
Gibb-Rosenthal (USA) – Asahi-Shiratori (JPN): 2-1 (21-15, 19-21, 18-16)
Brink-Dieckmann Ch. (GER) – Boersma E.-Ronnes (NED): 0-2 (16-21, 21-15)
Gibb-Rosenthal (USA) – Boersma E.-Ronnes (NED): 2-0 (21-16, 21-15)
Brink-Dieckmann Ch. (GER) – Asahi-Shiratori (JPN): 2-0 (21-18, 21-18)
| Lp. | Zespół              | Kraj              | Pts | Zw. | Prz. | Sety | Punkty  |
| --- | ------------------- | ----------------- | --- | --- | ---- | ---- | ------- |
| 1   | Gibb-Rosenthal      | Stany Zjednoczone | 6   | 3   | 0    | 6:1  | 142:111 |
| 2   | Asahi-Shiratori     | Japonia           | 4   | 1   | 2    | 3:5  | 147:151 |
| 3   | Boersma E.-Ronnes   | Holandia          | 4   | 1   | 2    | 3:4  | 125:137 |
| 4   | Brink-Dieckmann Ch. | Niemcy            | 4   | 1   | 2    | 2:4  | 106:121 |

z grupy do 1/8 finału awansowały dwa pierwsze zespoły

### „Szczęśliwy przegrany”
W tej fazie rozgrywek rywalizowały 4 drużyny które zajęły 3 miejsca w swoich grupach z najgorszym dorobkiem punktowym (decydował stosunek punktów zdobytych do punktów straconych).
Boersma E.-Ronnes (NED) – Klemperer-Koreng (GER): 0-2 (16-21, 25-27)
Heyer-Heuscher (SUI) – Gosch-Horst (AUT): 0-2 (11-21, 19-21)

## 1/8 finału
Od tej fazy rozgrywek przegrywający odpadał z dalszej rywalizacji.
Xu-Wu (CHN) – Klemperer-Koreng (GER): 0-2 (15-21, 18-21)
Laciga M.-Schnider (SUI) – Rogers-Dalhausser (USA): 1-2 (16-21, 23-21, 13-15)
Nummerdor-Schuil (NED) – Schacht-Slack (AUS): 2-0 (21-16, 21-14)
Geor-Gia (GEO) – Doppler-Gartmayer (AUT): 2-1 (19-21, 21-16, 15-13)
Ricardo-Emanuel (BRA) – Barsouk-Kołodiński (RUS): 2-1 (18-21, 25-23, 15-12)
Herrera-Mesa (ESP) – Gibb-Rosenthal (USA): 0-2 (24-26, 17-21)
Asahi-Shiratori (JPN) – Marcio Araujo-Fabio Luiz (BRA): 0-2 (21-23, 15-21)
Gosch-Horst (AUT) – Samoilovs-Plavins (LAT): 2-0 (21-17, 21-18)

## 1/4 finału
Klemperer-Koreng (GER) – Rogers-Dalhausser (USA): 0-2 (13-21, 23-25)
Nummerdor-Schuil (NED) – Geor-Gia (GEO): 0-2 (19-21, 19-21)
Ricardo-Emanuel (BRA) – Gibb-Rosenthal (USA): 2-0 (21-18, 21-16)
Marcio Araujo-Fabio Luiz (BRA) – Gosch-Horst (AUT): 2-0 (22-20, 21-17)

## 1/2 finału
Rogers-Dalhausser (USA) – Geor-Gia (GEO): 2-0 (21-11, 21-13)
Ricardo-Emanuel (BRA) – Marcio Araujo-Fabio Luiz (BRA): 0-2 (20-22, 18-21)

## Mecz o 3 miejsce
Geor-Gia (GEO) – Ricardo-Emanuel (BRA): 0-2 (15-21, 10-21)

## Finał
Rogers-Dalhausser (USA) – Marcio Araujo-Fabio Luiz (BRA): 2-1 (23-21, 17-21, 15-4)

## Końcowa klasyfikacja
| miejsce | Zawodnicy                                | Państwo           |
| ------- | ---------------------------------------- | ----------------- |
| 1.      | Todd Rogers Phil Dalhausser              | Stany Zjednoczone |
| 2.      | Márcio Araújo Fábio Luiz Magalhães       | Brazylia          |
| 3.      | Ricardo Santos Emanuel Rego              | Brazylia          |
| 4.      | Renato "Geor" Gomes Jorge "Gia" Terceiro | Gruzja            |
| 5.      | Florian Gosch Alexander Horst            | Austria           |
| 5.      | David Klemperer Eric Koreng              | Niemcy            |
| 5.      | Reinder Nummerdor Richard Schuil         | Holandia          |
| 5.      | Jake Gibb Sean Rosenthal                 | Stany Zjednoczone |
| 9.      | Andrew Schacht Josh Slack                | Australia         |
| 9.      | Clemens Doppler Peter Gartmayer          | Austria           |
| 9.      | Xu Linyin Wu Penggen                     | Chiny             |
| 9.      | Pablo Herrera Raúl Mesa                  | Hiszpania         |
| 9.      | Kentaro Asahi Katsuhiro Shiratori        | Japonia           |
| 9.      | Aleksandrs Samoilovs Mārtiņš Pļaviņš     | Łotwa             |
| 9.      | Dimitrij Barsuk Igor Kołodiński          | Rosja             |
| 9.      | Martin Laciga Jan Schnider               | Szwajcaria        |
| 17.     | Emiel Boersma Bram Ronnes                | Holandia          |
| 17.     | Sascha Heyer Patrick Heuscher            | Szwajcaria        |
| 19.     | Emanuel Fernandes Morais Abreu           | Angola            |
| 19.     | Martín Conde Mariano Baracetti           | Argentyna         |
| 19.     | Kristjan Kais Rivo Vesik                 | Estonia           |
| 19.     | Julius Brink Christoph Dieckmann         | Niemcy            |
| 19.     | Riccardo Lione Eugenio Amore             | Włochy            |
| 19.     | Jørre Kjemperud Tarjei Skarlund          | Norwegia          |